# 大衛·羅科
大衛·羅科（英語：David Rocco，1970年7月27日—）是加拿大作家、廚師和電視主持人。
羅科出生於加拿大安大略省士嘉堡，其父母於1950年代從意大利那不勒斯移民到加拿大。
他最出名的是製作和主持電視節目《大衛·羅科的甜蜜生活》，並出版了四本食譜《Avventura》、《大衛·羅科的甜蜜生活》、《意大利製造》和《大衛·羅科的甜蜜家庭》。

## 外部連結
- David Rocco's official website
- David Rocco on Cooking Channel
- David Rocco's Dolce Vita on Food TV Canada （页面存档备份，存于）